# Rumänien-Rundfahrt 1958
Das Etappenrennen Rumänien-Rundfahrt 1958 (rumänisch Turul ciclist al României) führte über acht Etappen. Es war die 11. Austragung des Etappenrennens Rumänien-Rundfahrt und fand vom 6. Bis zum 14. September statt. Gesamtsieger wurde Gabriel Moiceanu aus dem Verein Dinamo Bukarest.

## Teilnehmer
Am Start standen 55 Radrennfahrer aus den Radsportvereinen Rumäniens. 45 Fahrer erreichten das Ziel in Bukarest. Ausländische Mannschaften waren in jenem Jahr nicht eingeladen worden.

## Rennen
Veranstalter war der rumänische Radsportverband. Die Gesamtdistanz betrug 1.223 Kilometer, wobei es keinen Ruhetag gab. Neben der Einzelwertung gab es eine Mannschaftswertung und ein Klassement für die besten Bergfahrer. Das Rennen war maßgeblich für die Bildung der Nationalmannschaft für die kommende Saison.

## Etappen
Die Rundfahrt führte über insgesamt acht Etappen mit einem Einzelzeitfahren.
| Etappe | Strecke                               | Länge in km | Sieger                     |
| ------ | ------------------------------------- | ----------- | -------------------------- |
| 1      | Bukarest–Focșani                      | 180         | Nicolae Munteanu, Rumänien |
| 2      | Focșani–Bicaz                         | 190         | Gabriel Moiceanu, Rumänien |
| 3      | Târgu Mureș–Reghin (Einzelzeitfahren) | 45          | Gabriel Moiceanu, Rumänien |
| 4      | Turda–Oradea                          | 178         | Vasile Dobrescu, Rumänien  |
| 5      | Oradea–Cluj-Napoca                    | 148         | Ludovic Zanoni, Rumänien   |
| 6      | Cluj-Napoca–Sibiu                     | 168         | Aurel Șelaru, Rumänien     |
| 7      | Sibiu–Brașov                          | 140         | Nicolae Musa, Rumänien     |
| 8      | Brașov–Bukarest                       | 177         | Nicolae Grigore, Rumänien  |

## Gesamtwertungen

### Einzel (Gelbes Trikot)
Im Endklassement siegte Gabriel Moiceanu, der nach seinem Sieg auf der 2. Etappe das Führungstrikot übernommen hatte.
| Platz | Name             | Mannschaft | Zeit       |
| ----- | ---------------- | ---------- | ---------- |
| 1.    | Gabriel Moiceanu | Rumänien   | 34:30:59 h |
| 2.    | Ludovic Zanoni   | Rumänien   | + 2:17 min |
| 3.    | Maricel Boinea   | Rumänien   | + 3:42 min |
| 4.    | Aurel Șelaru     | Rumänien   | + 6:58 min |
| 5.    | Rudolf Schuster  | Rumänien   | + 8:09 min |
| 6.    | Richard Klein    | Rumänien   | + 9:13 min |

### Mannschaftswertung
Die Mannschaftswertung gewann das Team Dinamo Bukarest vor Progesul.

### Bergwertung
Sieger der Bergwertung wurde Ludovic Zanoni.